# Josefa Monrabal Montaner
Josefa Monrabal Montaner (Gandía, 3 de junio de 1901 - Jeresa, 29 de agosto de 1936) fue una religiosa de las Religiosas de San José de Gerona beatificada en septiembre de 2015 en una ceremonia en la Catedral de Gerona.
Desde muy joven ayudaba a los pobres. En 1928 entró en el Instituto de Religiosas de San José, y fue enviada a la comunidad de Villarreal para tener cura de los enfermos. Arrestada en casa de su hermano, en Gandía, murió asesinada la noche del 29 al 30 de agosto de 1936 en Jeresa.

## Biografía
Josefa era hija de Vicente Monrabal Puig, natural de Gandía, y Clara Montaner Cháfer, de Ráfol de Salem. El matrimonio tuvo 4 hijos: Vicente, José María, Andrés y Joaquín (que murió a los cuatro días de nacer) y Josefa (Pepita para la familia). Sus padres, Vicente y Clara, eran cristianos de profundas creencias, que procuraron que sus hijos recibieran prontamente el bautismo y les procuraron la enseñanza de la doctrina cristiana como les aconsejaba el rector de la iglesia de San José a la cual pertenecían. 
Josefa, ya desde pequeña, era muy piadosa y generosa. Los domingos por la mañana, después de ir a misa, tenía por costumbre ir a visitar a los enfermos del barrio y a otros que ella conocía. Conversaba con ellos, les asistía y se fijaba en la situación en que se encontraban para ayudarles, traerles un poco de ropa, medicinas, alimentos, etc. Durante las tardes frecuentaba el colegio de las Hermanas Carmelitas con otros jóvenes que allí acudían a pasar la tarde, pues Josefa sintió desde muy joven la vocación religiosa. Aunque no asistía a aquel colegio, admiraba la dedicación y entrega con que las religiosas atendían a las alumnas. Tenía la ilusión de ser también ella carmelita, pero su padre se oponía a su ingreso porque decía que la necesitaba. 
El 4 de junio de 1927 llegaron a Gandía las Religiosas de San José  para asistir a los enfermos en sus domicilios y se establecieron en la calle Vallier, cercana a la familia Monrabal. La superiora era la madre Fidela Oller y vino acompañada por seis hermanas. La noticia de la llegada fue muy bien acogida por el pueblo, que las estaba esperando con ilusión desde hacía muchos años. Despacio, Josefa las fue conociendo y le impactó su sencillez y pobreza. El encuentro y amistad con las hermanas, que cada día se iba haciendo más profunda, fue un estímulo decisivo que la ayudó a comprender su vocación. 
La amabilidad y proximidad de la madre Fidela, atrajo la atención de Josefa y entabló con ella una relación más personal. A Josefa le gustaba el servicio que las hermanas hacían con los enfermos y esto fue penetrando cada vez más en su interior hasta que comprendió que el Señor la llamaba para esta misión.
El 9 de marzo de 1928, debido a una hemorragia cerebral, el padre de Josefa murió. Josefa siguió viviendo con su madre viuda. Después de unos meses de la pérdida de su padre, su madre, Clara, animó a Josefa a que ingresara en la vida religiosa. En el mes de septiembre de 1928, Josefa ingresó en el Instituto de las Religiosas de San José en la ciudad de Gerona. Cumplido el tiempo reglamentario, el 18 de marzo de 1931 hizo su Primera Profesión y se trasladó a la comunidad de Villarreal. En esta comunidad permaneció cerca de tres años progresando en su vida de consagrada y dando gran ejemplo a todos. Su ideal era claro: la santidad.
La situación política de España se había ido deteriorando mucho a partir de 1931. En los inicios de 1936, se percibían manifestaciones de odio a lo religioso y a las instituciones eclesiásticas. Esta situación era cada vez mucho más fuerte y violenta, sobre todo en las ciudades y pueblos del Levante como Alicante, Gandía, Valencia, Villarreal, Castellón de la Plana y toda Cataluña. La madre Elena Campmol, superiora general del Instituto, ante la situación tan conflictiva, envió a las comunidades un comunicado en el cual autorizaba a las hermanas a poder irse con sus familias o a otros lugares seguros, hasta nuevo aviso, pues pensó que era la mejor manera de salvarles la vida. La hermana Josefa, que se encontraba en Castellón, decidió ir con su familia porque Gandía quedaba cerca. A los días decidió ir a vivir con la Madre Fidela Oller a casa de su hermano Vicente. Estuvieron refugiadas en esta casa durante tres días. Nunca la familia de Josefa ni la comunidad de Gandía supieron después quién las acusó o cómo supieron los milicianos el lugar de refugio de la madre Fidela, o qué caminos recorrieron para encontrarla.
La noche del 29 al 30 de agosto, se presentaron en la casa unos milicianos armados que las detuvieron y se las llevaron. El coche de los milicianos, que había seguido por la carretera en dirección a Valencia, al llegar al cruce con el camino de Jeresa, en el lugar denominado de la Creueta, pararon y las hicieron bajar. En aquel mismo lugar las mataron.

## Beatificación
Fue beatificada en la Catedral de Gerona, el 23 de enero de 2015 junto a sus compañeras Fidela Oller Angelats y Facunda Margenat Roura, también asesinadas por su condición religiosa. La beatificación fue presidida por el cardenal Angelo Amato.